# Isoples (Kentaur)

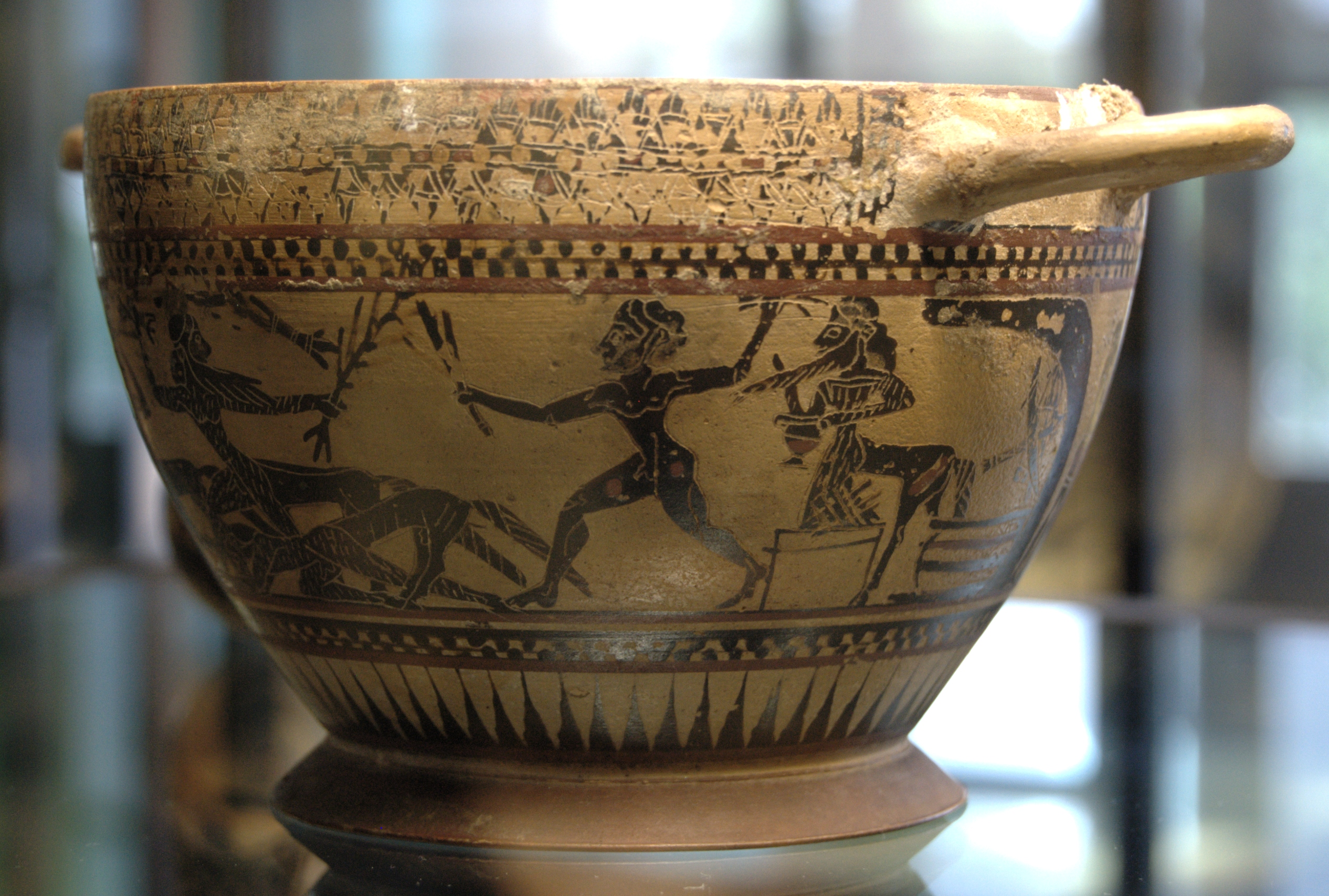
Skyphos um 580 v. Chr.: Der Angriff der Kentauren (links) bricht an Herakles (Mitte) zusammen, Pholos (rechts) mit dem Wein

Isoples ist in der griechischen Mythologie ein Kentaur, der in einer Nebenhandlung von Herakles auf seiner Jagd nach dem Erymanthischen Eber getötet wird. Einzige Quelle ist Diodor, Bibliothek, Buch 4, Kapitel 12.

## Name
Der Name kommt vom griechischen Ἰσοπλής, Isoplḗs, lateinisch und deutsch wegen der Muta cum Liquida pl mit abweichender Betonung auf der ersten Silbe Í-so-ples.
Er lässt sich nicht unter die typischen Kentaurennamen einordnen und sollte vielleicht als Isokles gelesen werden.
Möglicherweise transportiert der Name einen Hinweis auf „Kampf und Bewaffnung“, doch harren der etymologische Hintergrund und die Bedeutung weiterhin der Aufklärung. 
Egal, was der Name auch bedeuten mag, er wird dem Kentauren nicht helfen, seinem Schicksal zu entrinnen.

## Mythos
Der Mythos gehört zum elisch-arkadischen Sagenkreis der herakleischen Kentaurenkämpfe. Die Kentauromachie verzichtet auf seine Teilnahme.
Herakles kehrt auf seiner Jagd in der Höhle des freundlichen Kentauren Pholos ein und wird von diesem mit Wein bewirtet. Durch den Geruch des Weins geraten „die in der Nähe wohnenden Kentauren außer sich“ und versuchen die Höhle zu stürmen. Herakles wehrt den Angriff ab und tötet der Reihe nach die meisten der Angreifer, unter ihnen auch Isoples. Er wird von Diodor einfach nur mit aufgezählt, es gibt über ihn keine näheren Informationen, er bleibt ein unbedeutender Dutzendkentaur, nur sein rätselhafter Name hebt ihn aus der Masse heraus.

## Quelle
- Diodor: Bibliothek, Buch 1, Kapitel 12, übersetzt von Julius Friedrich Wurm: Diodor’s von Sicilien historische Bibliothek, Erstes Bändchen, Verlag Metzler, Stuttgart 1827, 378–379, books.google.de.